# Mozzate
Mozzate (Muzzaa in dialetto varesotto, AFI: /muˈtsaː/) è un comune italiano di 8 753 abitanti della provincia di Como in Lombardia.

## Geografia fisica

### Territorio
Il territorio del comune è percorso dai torrenti Bozzente e Gradeluso, che corrono rispettivamente a nord-est e a sud-ovest del paese. Affluenti del Bozzente sono alcune valli a carattere torrentizio: l'Antiga, che scorre nella Valle di Prei, il Lambarin e il Vaiadiga, che scorre nella Valle di Pirra. La presenza di questi corsi d'acqua ha segnato la storia del paese, che ha subito diverse inondazioni.
Il territorio comunale a sud-ovest (in direzione del pianalto dell'Olona) e a settentrione (in corrispondenza delle prime morene) era un tempo ricco di boschi e pinete. L'area boschiva superstite a nord di Mozzate è ora tutelata dal Parco Regionale della Pineta di Appiano Gentile e Tradate. La frazione di Mozzate (san Martino) è caratterizzata da campagna e molto verde nella zona al confine con Limido comasco. A nord è visibile la catena montuosa del Monte Rosa, mentre a est è visibile Como e la catena delle prealpi comasche. Caratterizzato da un clima temperato ad estate calda. Le temperature minime sono le più fresche della zona. Il record di giornata più fredda è stato registrato il 20 dicembre 2009, seguito da un'abbondante nevicata.
| Giorno | Mese | Minima | Massima | Precipitazioni | Umidità | Vento  |
| ------ | ---- | ------ | ------- | -------------- | ------- | ------ |
| 20     | 12   | −14 °C | −8 °C   | 27 cm          | 81%     | 2 km/h |

## Origini del nome
Per alcuni Mozzàa è di tipo preromano, derivato dal celtico mota, indicante "altura", "collina", da cui anche i termini in lombardo occidentale mòtta e mont. Per altri è il termine proveniente dal nome personale Mozzo diffuso nel Medioevo. La prima attestazione nella grafia Mozao appare in un documento pergamenaceo del 712, dove si legge che Liutprando, re dei Longobardi, concede al Monastero di San Pietro in Ciel d'Oro di Pavia numerosi possedimenti, tra cui appunto Mozao.

## Storia

### Età antica
Il territorio di Mozzate seguì con tutta probabilità le vicende della sua regione. Inserito nell'areale della cultura di Golasecca dovette avere già V secolo a.C. vantaggio di una rete di traffici gravitante attorno al nuovo centro proto-urbano di Medhelan, nome celtico di Milano. Gli stanziamenti degli Insubri occupavano anche il territorio di Mozzate e, a partire dal III secolo a.C., questo, subì un processo di integrazione con la presenza romana nella Pianura Padana. Da Mozatum, nome romano di Mozzate, passava la Via Mediolanum-Bilitio, che metteva in comunicazione Mediolanum (Milano) con Luganum (Lugano) passando da Varisium (Varese).
Con l'arrivo del Cristianesimo nelle campagne dell'Insubria a Mozzate vengono fondate cappelle rurali che denotano patroni militari quali San Martino di Tours e lo stesso sant'Alessandro, titolare dell'attuale parrocchia, che farebbero supporre la presenza di un manipolo di soldati.

### Età medioevale
Giulini narra che nel 1160 Mozzate accolse alcuni soldati milanesi, sfollati per via dell'incendio che consentì a Federico Barbarossa d'impadronirsi della città ambrosiana. Mozzate fu parte del Contado del Seprio fino alla sua caduta nel 1287. Alcuni anni prima, nel 1262, Mozzate fu centro di un fatto d'arme, durante il quale 300 balestrieri distrussero una torre.
Nel 1346 il "locho dea Mozà" è attestato tra le località che, all'interno della pieve di Appiano, hanno in carico la manutenzione della cosiddetta "strada da Bolà".
Con la costituzione del Ducato di Milano nel 1395, Mozzate entra a fare parte di questo stato fino all'epoca Napoleonica.

### Età moderna
La storia del Seicento e del Settecento mozzatese è legata alle vicende delle varie famiglie che vi esercitarono i propri diritti feudatali: dapprima i Maineri, poi i Luini, in seguito i Del Maino, quindi i De Riva, successivamente i Castiglioni, poi i Carcano e, più tardi, i Cornaggia Medici, i Carena, i Litta Modigliani, i Giussani e i Rabbolinis.
L'abitato, tutto compreso tra la sponda destra del Bozzente e la strada Varesina, si ampliava ben al di là del nucleo originario, fino a raggiungere dimensioni simili alle attuali. Testimonianze di un passato caratterizzato da un continuo sviluppo, sono le due chiese di Sant'Alessandro e della Vergine Addolorata, quest'ultima nella frazione di San Martino, documentate entrambe a partire dal XIV secolo.
Nel 1751 la giurisdizione del comune di Mozzate si estendeva anche ai cassinaggi di Santa Maria, San Martino, Montina, Scina, Ronco Albino e Lazaretto.

### Età contemporanea
Mozzate sta sulla postale di Varese dove le ultime colline muoiono nella pianura milanese. A mezza via fra Saronno e Tradate, ha 15 mila pertiche di territorio, senz'altre acque che il Bozzente. Boschi al basso, grani o gelsi nella maggior parte, viti nella poca collina, sono lavorati attentamente dai suoi 2 000 abitanti.
Al tempo della Lombardia austriaca Mozzate fu dapprima spostato in Provincia di Varese (1786) e poi in quella di Milano (1791).
In seguito, il governo di Napoleone spostò Mozzate dapprima di nuovo sotto Varese (Dipartimento del Verbano) e poi, nel 1802, per la prima volta sotto la competenza territoriale di Como. Nel contesto di ulteriori spostamenti, un decreto napoleonico datato 1807 sancì l'annessione, da parte di Mozzate, del territorio dei soppressi comuni di Carbonate, Limido e Locate. Se l'aggregazione comunale fu abrogata con la Restaurazione, la compartimentazione territoriale del Regno Lombardo-Veneto sancì una nuova inclusione di Mozzate nella provincia di Como.
Nel 1928 Mozzate fu accorpato al comune di Seprio, da cui poi si rese di nuovo autonomo nel 1953: tale unione era peraltro largamente ispirata a quella analoga già avvenuta nel 1809.

### Simboli
Lo stemma e il gonfalone sono stati concessi con decreto del presidente della Repubblica del 14 febbraio 1963.
Il castello rappresenta quello presente nel Comune; nella fascia ondata si ricorda il corso del Bozzente, sulla cui riva destra sorge il paese; le tre api simboleggiano l'industria nata grazie alla laboriosità dei suoi abitanti.
Il gonfalone è un drappo partito di bianco e di azzurro.

### Onorificenze

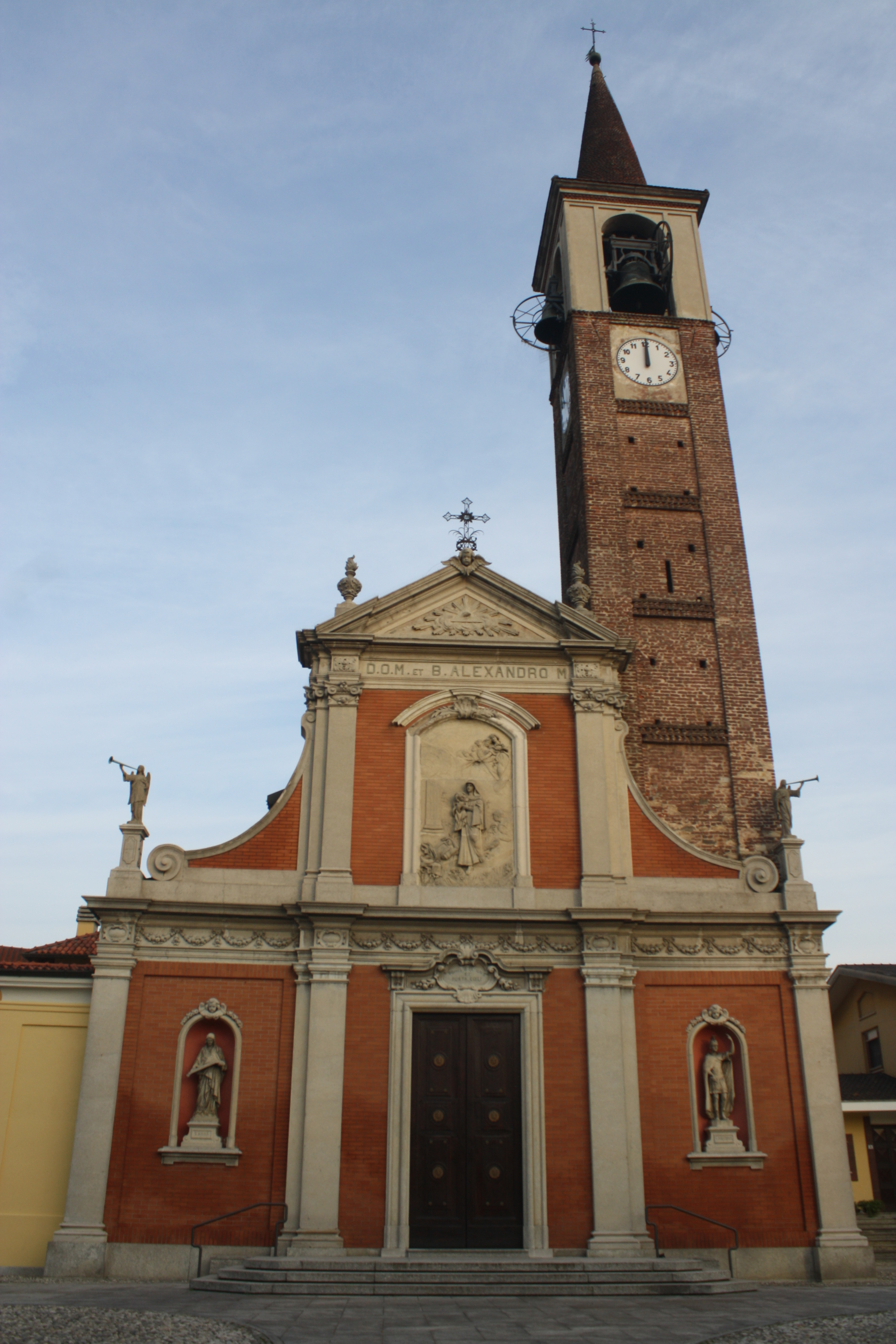
Chiesa di Sant'Alessandro

## Monumenti e luoghi d'interesse

### Architetture religiose

#### Architetture religiose di piazza Sant'Alessandro
La chiesa parrocchiale di Mozzate è dedicata a Sant'Alessandro Martire. A tre navate, con pianta a croce latina, non se ne conosce la data esatta di costruzione. Comunque si evince dal Liber Notitiae Sanctorum Mediolani di Goffredo da Bussero che esisteva nel XIII secolo. Fu ampliata nel 1568 dal parroco Perego e consacrata da San Carlo il giorno 11 settembre 1581 come prova una pergamena autografa rinvenuta nell'Ottocento durante il rifacimento dell'altare, dove era stata murata insieme con alcune reliquie di Santi. La chiesa e il suo campanile sono di buone linee architettoniche: l'altare, risalente agli anni 1842-1844, con un bassorilievo scolpito da Antonio Galli, reca la scena del martirio di sant'Alessandro.

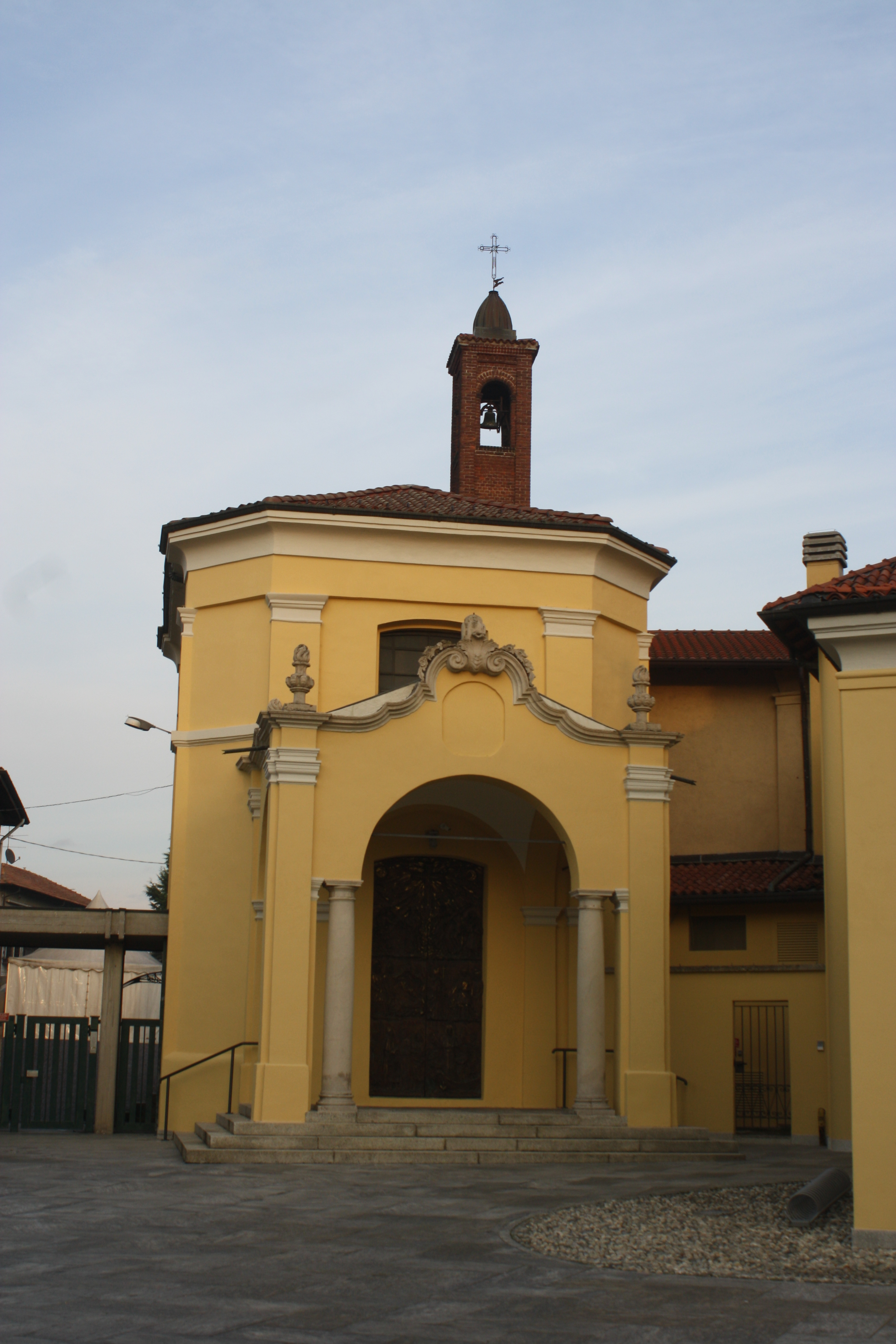
Oratorio del Crocifisso

Piazza Sant'Alessandro ospita anche la chiesa del Crocifisso (XVII secolo), un piccolo oratorio.

#### Santuario della Beata Vergine Addolorata di San Martino

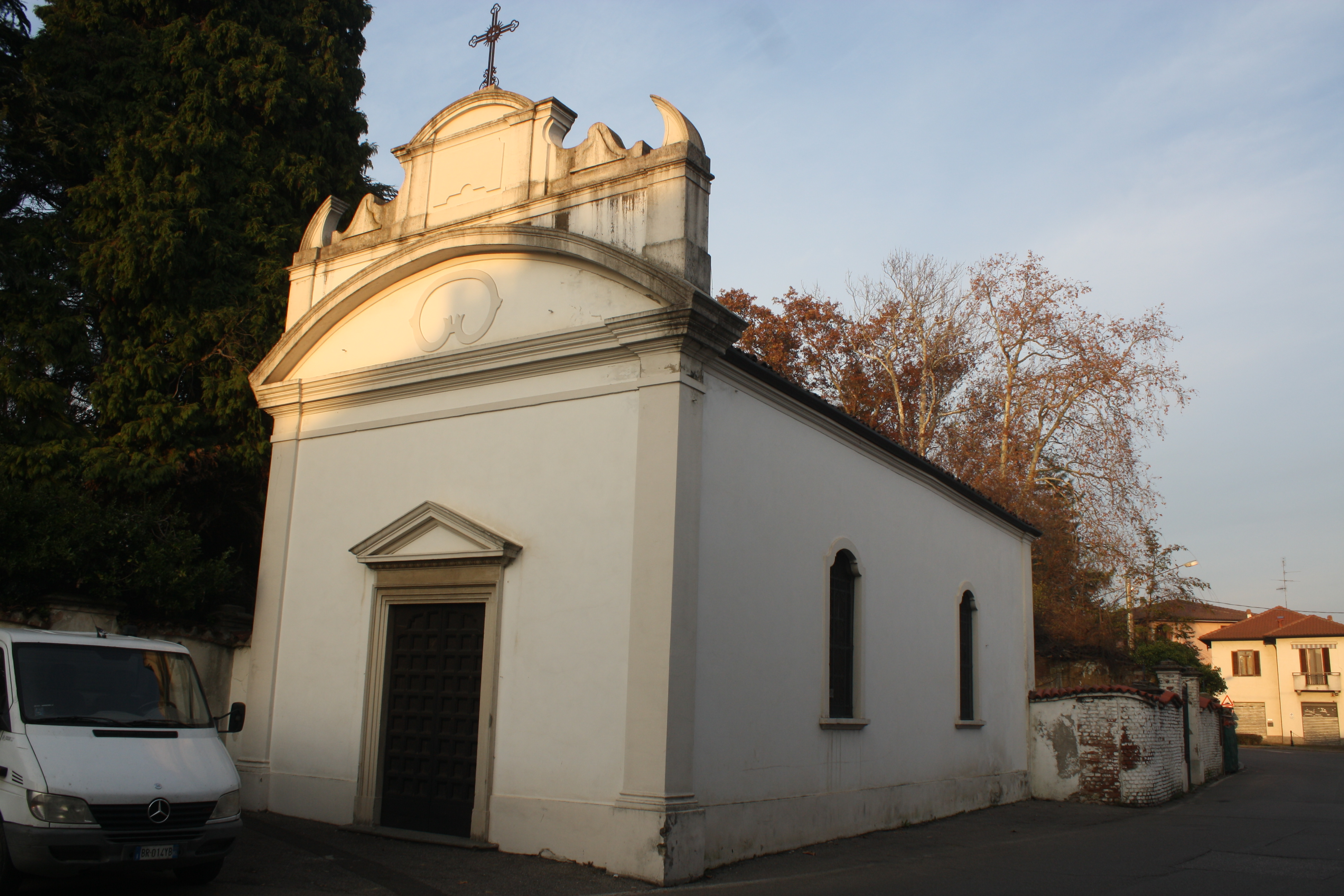
Chiesa di San Bartolomeo

La chiesa parrocchiale di Santa Maria Solaro (XIV secolo) è un santuario dedicato alla Beata Vergine Addolorata. Vi si conserva un quadro raffigurante il martirio di Sant'Alessandro, opera pregevole attribuita alla scuola di Gaudenzio Ferrari.

#### Chiesa di San Bartolomeo
La chiesa di San Bartolomeo fu eretta dai Maineri negli anni compresi tra il 1385 ed il 1433 ed è ora in stile barocco. Fu consacrata il 14 luglio 1642 dal vescovo di Bobbio Francesco Maria Abbiati. La cappella, all'epoca del cardinal Federico Borromeo, successo al cugino Carlo, fu trasformata in abbazia e ne fu investito un Castiglioni. Per lungo tempo, la chiesa costituì una cappella gentilizia di Villa Castiglioni Cornaggia Medici. L'ultimo superiore dell'abbazia prima della dismissione della stessa fu Carlo Verri. La chiesa fu ristrutturata nel 1925, quando Maria Vittoria Cornaggia Medici di Merone, divenuta proprietaria della chiesa, commissionò un restauro che, per la facciata, si ispirò alla chiesetta di San Martino dall'Argine. L'adiacente campanile venne invece conservato nella sua semplice struttura di stile lombardo. Sulla torre una campana.

### Architetture civili

#### Villa Castiglioni Cornaggia Medici
La Villa Castiglioni Cornaggia Medici (XVIII secolo), nel capoluogo, già dei Castiglioni, fu costruita a partire da una residenza della fine XVI secolo, che a sua volta potrebbe aver costituito un ampliamento del castello di Mozzate. La dimora tardocinquecentesca fu costruita a seguito di alcune dispute interne alla famiglia Castiglioni, al termine delle quali il ramo imparentato ai Monti rimase proprietario del castello che la stessa famiglia possedeva in località San Martino (oggi noto come Villa Giussani Merlini). Nel corso dei secoli fu ristrutturata in stile rococò.
Inserita in un giardino all'inglese, la villa presenta un impianto a "U" aperta verso il cortile, sul quale si affaccia un porticato dotato da colonne binate. Dei corpi di fabbrica che compongono tale impianto, l'ala ovest, più bassa rispetto alle altre, è probabilmente la porzione più recente.

#### Villa Giussani Merlini
Villa Giussani Merlini (XVII secolo), dimora signorile di architettura settecentesca, fu costruita a partire da un castello medievale della famiglia Castiglioni.

#### Altro
- Dall anno 2024 la società calcistica Como 1907, si allena nella città di Mozzate
- Al confine con Limido Comasco si trova la Cascina Montina, già proprietà della famiglia Monti, una tipica cascina lombarda del XVII secolo[5], tuttavia ridotta in un rudere[29] a causa l'abbandono e la mancanza di interventi per il suo recupero.
- L'asilo infantile "Lina e Rosa" presenta una facciata neoclassica.[30]
- Complesso del Palazzo del Seprio (1932-1933)[31]
- Villa Borsani Scalabrino (XVIII secolo),[32] riccamente decorata, sede della biblioteca comunale.[33]

### Architetture militari
Una torre, probabilmente posta in corrispondenza dell'attuale Villa Cornaggia Medici, fu distrutta nel 1262 dalla milizia torriana

### Altro
- Monumento ai caduti, eretto nel 1920 e inaugurato il giorno 22 maggio 1921 con solenne cerimonia.

## Società

### Evoluzione demografica

#### Demografia pre-unitaria
- 1 094 nel 1751[6]
- 1 271 nel 1771[8]
- 1 229 nel 1799[9]
- 1 072 nel 1805[9]
- 2 905 nel 1812 per temporanea annessione di Carbonate, Limido e Locate[9]
- 1 730 nel 1853[13]
- 1 834 nel 1859[14]

#### Demografia post-unitaria
Abitanti censiti

### Etnie e minoranze straniere
Secondo le statistiche ISTAT al 1º gennaio 2016 la popolazione straniera residente nel comune era di 1 092 persone, pari al 12% della popolazione. Le nazionalità maggiormente rappresentate in base alla loro percentuale sul totale della popolazione residente erano:
- Marocco 389
- Egitto 143
- Romania 100
- Albania 61
- Tunisia 60
- Senegal 34
- Ucraina 34
- Pakistan 26
- Perù 26
- Moldavia 21

## Cultura

### Palio dei Rioni
Il comune di Mozzate è storicamente suddiviso nei quattro rioni Bozzente, Torre, Mornera e Solaro che, con cadenza annuale, in occasione dei festeggiamenti del Santo Patrono (prima o seconda domenica di settembre), si fronteggiano nel Palio dei Rioni di Mozzate.
- Il rione Bozzente prende il suo nome dall'omonimo torrente che scorre nel suo territorio, che è situato nella parte settentrionale del comune di Mozzate ed è delimitato a sud-ovest dalla linea ferroviaria e a sud-est dalla strada provinciale 24 (localmente via Guffanti). I colori del rione Bozzente sono l'azzurro ed il verde, presenti sul suo gonfalone che è costituito da una striscia ondulata azzurra, simboleggiante il Bozzente, che lo percorre diagonalmente su campo verde munito di due alberi, simboleggiante il bosco del Parco Pineta che è situato in questo solo rione.
- Il rione Torre prende il suo nome dalla torre non più presente che si ritiene fosse esistita nel centro del paese (vedi Architetture militari). Il territorio di questo rione comprende infatti il centro abitativo storico di Mozzate ed è compreso fra la linea ferroviaria, la strada provinciale 233 (localmente via Varese) e la strada provinciale 24 (localmente via Guffanti). I colori del rione Torre sono il rosso ed il bianco ed il gonfalone è costituito da una barra diagonale bianca su sfondo rosso arricchito da una torre e alabarde.
- Il rione Mornera prende il nome dal mulino anticamente situato nel proprio territorio che comprende la parte meridionale del territorio comunale ed è delimitato a nord-est dalla strada provinciale 233 (localmente via Varese) e a est dal corso del Bozzente. I colori del rione Mornera sono il verde, l'arancione ed il marrone che corrispondono agli sfondi delle tre sezioni in cui è suddiviso il gonfalone che sullo sfondo verde presenta il mulino, su sfondo arancio la via Gorla che attraversa il bosco e su sfondo marrone il ponte sul Bozzente.
- Il rione Solaro prende il nome dal santuario di Santa Maria Solaro, cuore del nucleo abitativo della frazione San Martino il cui territorio corrisponde con il rione. Questo rione infatti è il rappresentante dell'unica frazione di Mozzate. I colori del rione Solaro sono il verde ed il giallo. Il gonfalone è quadripartito e rappresenta in senso orario dall'angolo sinistro superiore: il nome del rione in campo nero, il Sole in campo azzurro, un grappolo d'uva in campo giallo e uno scorcio dell'abitato comprendente il santuario.

Il palio di Mozzate vide la sua inaugurazione nel 1979 e la sua interruzione nel 1987 alla sua nona edizione. Nel 2009, dopo 21 anni di assenza venne ristabilito nella forma attuale che culmina nella domenica dedicata al santo patrono con la sfilata dei rioni per le strade del centro di Mozzate in cui ogni rione rappresenta personaggi e vicende tipiche del tema annuale scelto.
Le edizioni del Palio dei Rioni successive alla pausa ventennale sono state vinte da: Mornera (2009), Solaro (2010-2017), Bozzente (2018-2024).

## Economia
L'agricoltura era un tempo l'attività più redditizia di Mozzate, che aveva di conseguenza un assetto tipicamente rurale, caratterizzato nel centro storico dalle tipiche case a corte e da cascine nella campagna. Il rapido evolversi economico del Dopoguerra ha mutato la vecchia realtà: continuano ad operare alcune aziende agricole ma nel contempo si sono sviluppate decine di iniziative nel settore industriale ed artigianale, con l'impianto di imprese di medie o piccole dimensioni.
Inoltre è stato quasi completamente abbattuto riconvertito il centro storico; si sono approntate aree industriali e piani di intervento in zone già agricole; sono cresciute le abitazioni, anche grazie alla realizzazione degli spazi destinati all'edilizia economico-popolare.

## Infrastrutture e trasporti
- Strada statale 233 Varesina
- Stazione di Mozzate linea ferroviaria milano-saronno-varese-laveno
- Tranvia Como-Appiano Gentile-Mozzate (chiusa)
- Autostrada A36 autostrada Pedemontana (Cassano Magnago - Lentate sul Seveso)
- bus "V199","H204"(fnma autoservizi),"C62"(ASF)

## Amministrazione
| Periodo           | Periodo           | Primo cittadino        | Partito                                         | Carica                  | Note   |
| ----------------- | ----------------- | ---------------------- | ----------------------------------------------- | ----------------------- | ------ |
| 15 aprile 2008    | 17 settembre 2012 | Luca Denis Bettoni     | Lega Nord                                       | Sindaco                 | [ 37 ] |
| 17 settembre 2012 | 26 maggio 2013    | Corrado Conforto Galli |                                                 | commissario prefettizio | [ 37 ] |
| 26 maggio 2013    | 10 giugno 2018    | Luigi Monza            | lista civica di centrosinistra Un'altra Mozzate | Sindaco                 | [ 37 ] |
| 10 giugno 2018    | 14 maggio 2023    | Luigi Monza            | lista civica di centrosinistra Un'altra Mozzate | Sindaco                 | [ 37 ] |
| 14 maggio 2023    | in carica         | Clemente Ciccozzi      | lista civica Passione civica Mozzate            | Sindaco                 | [ 37 ] |

### Bibliografiche
1. 1 2   Bilancio demografico mensile anno 2025 (dati provvisori), su demo.istat.it, ISTAT.
2. ↑   Classificazione sismica (XLS), su rischi.protezionecivile.gov.it.
3. ↑   Tabella dei gradi/giorno dei Comuni italiani raggruppati per Regione e Provincia (PDF), in Legge 26 agosto 1993, n. 412, allegato A, Agenzia nazionale per le nuove tecnologie, l'energia e lo sviluppo economico sostenibile, 1º marzo 2011,  p. 151. URL consultato il 25 aprile 2012 (archiviato dall'url originale il 1º gennaio 2017).
4. ↑   AA. VV., Dizionario di toponomastica. Storia e significato dei nomi geografici italiani., Milano, Garzanti, 1996,  p. 433, ISBN 88-11-30500-4.
5. 1 2 3 4 5 6 7 8 9 10 11 12 13 14 15 16  Borghese, pp. 323-324.
6. 1 2 3   Comune di Mozzate, sec. XIV - 1757, su Istituzioni storiche – Lombardia Beni Culturali. URL consultato il 9 maggio 2020.
7. ↑   Cesare Cantù, Como e sua Provincia, 1859.
8. 1 2   Comune di Mozzate, 1757 - 1797, su Istituzioni storiche – Lombardia Beni Culturali. URL consultato il 9 maggio 2020.
9. 1 2 3 4 5   Comune di Mozzate, 1798 - 1815, su Istituzioni storiche – Lombardia Beni Culturali. URL consultato il 9 maggio 2020.
10. ↑   Comune di Carbonate, 1816 - 1859, su Istituzioni storiche – Lombardia Beni Culturali. URL consultato il 9 maggio 2020.
11. ↑   Comune di Limido, 1816 - 1859, su Istituzioni storiche – Lombardia Beni Culturali. URL consultato il 9 maggio 2020.
12. ↑   Comune di Locate, 1816 - 1859, su Istituzioni storiche – Lombardia Beni Culturali. URL consultato il 9 maggio 2020.
13. 1 2   Comune di Mozzate, 1816 - 1859, su Istituzioni storiche – Lombardia Beni Culturali. URL consultato il 9 maggio 2020.
14. 1 2   Comune di Mozzate, 1859 - 1928 – Istituzioni storiche, su Lombardia Beni Culturali. URL consultato il 9 maggio 2020.
15. ↑   Comune di Mozzate, 1953 - [1971], su Istituzioni storiche – Lombardia Beni Culturali. URL consultato il 9 maggio 2020.
16. 1 2   Mozzate, su Archivio Centrale dello Stato - Ufficio araldico - Fascicoli comunali.
17. ↑   Chiesa di S. Alessandro - complesso, Piazza Sant'Alessandro - Mozzate (CO), su Architetture – Lombardia Beni Culturali. URL consultato il 9 maggio 2020.
18. ↑   Chiesa del Crocifisso, Piazza Sant'Alessandro - Mozzate (CO), su Architetture – Lombardia Beni Culturali. URL consultato il 9 maggio 2020.
19. ↑   Santuario della Beata Vergine Addolorata di San Martino - complesso, Piazza Santa Maria Solaro - Mozzate (CO), su Architetture – Lombardia Beni Culturali. URL consultato il 9 maggio 2020.
20. ↑   Chiesa di S. Bartolomeo - complesso, Via San Bartolomeo - Mozzate (CO), su Architetture – Lombardia Beni Culturali. URL consultato il 9 maggio 2020.
21. 1 2 3 4 5 6  Langè, p. 298.
22. ↑  Langè, p. 299.
23. ↑  Gabriele Cornaggia Medici, Cenni storici sulla Cappellania di S. Bartolomeo di Mozzate.
24. ↑   Villa Cornaggia Medici - complesso, Via San Bartolomeo, 8 (P),10,12 - Mozzate (CO), su Architetture – Lombardia Beni Culturali. URL consultato il 9 maggio 2020.
25. ↑  Langè, pp. 298-299.
26. 1 2 3  Belloni et al., p. 249.
27. 1 2  Langè, p. 300.
28. ↑   Villa Giussani Merlini - complesso, Via Varese, 87 - Mozzate (CO), su Architetture – Lombardia Beni Culturali. URL consultato il 9 maggio 2020.
29. ↑   Cascina Montina (resti) - complesso, Via Guffanti - Mozzate (CO), su Architetture – Lombardia Beni Culturali. URL consultato il 9 maggio 2020.
30. ↑   Asilo infantile "Lina e Rosa", Vicolo Giovanni Paolo II già vicolo Asilo, 5 - Mozzate (CO), su Architetture – Lombardia Beni Culturali. URL consultato il 9 maggio 2020.
31. ↑   Palazzo del Seprio - complesso, Via Varese, 1 - Mozzate (CO), su Architetture – Lombardia Beni Culturali. URL consultato il 9 maggio 2020.
32. ↑   Villa Borsani Scalabrino - complesso, Via Carducci - Mozzate (CO), su Architetture – Lombardia Beni Culturali. URL consultato il 9 maggio 2020.
33. ↑   Villa Borsani Scalabrino, su villeaperte.info.
34. ↑  M. Colaone, Antiche fortificazioni della Pieve di Appiano (parte quarta), in Terra Insubre n. 66, Varese, 2013, pp. 67-68.
35. ↑  Statistiche I.Stat ISTAT  URL consultato in data 28-12-2012.
Nota bene: il dato del 2021 si riferisce al dato del censimento permanente al 31 dicembre di quell'anno. Fonte:  Popolazione residente per territorio - serie storica, su esploradati.censimentopopolazione.istat.it.
36. 1 2  Popolazione straniera residente per età e sesso al 31 dicembre 2015
37. 1 2 3 4 5   Anagrafe degli amministratori locali e regionali, su amministratori.interno.gov.it. URL consultato il 13 maggio 2023.